# Bobby Smith (Leichtathlet)
Bobby Smith (eigentlich Robert Smith; * 31. März 1929) ist ein ehemaliger US-amerikanischer Stabhochspringer.
1955 gewann er bei den Panamerikanischen Spielen in Mexiko-Stadt Silber.
1949 und 1950 wurde er für die San Diego State University startend NCAA-Meister. Am 5. Februar 1955 stellte er in Los Angeles seine persönliche Bestleistung von 4,54 m auf.